# Dourgne
Dourgne är en kommun i departementet Tarn i regionen Occitanien i södra Frankrike. Kommunen ligger i kantonen Dourgne som tillhör arrondissementet Castres. År 2022 hade Dourgne 1 310 invånare.

## Befolkningsutveckling
Antalet invånare i kommunen Dourgne
| Referens: INSEE |